# Dílo Williama Shakespeara v překladu Martina Hilského
Martin Hilský je první člověk, který přeložil kompletní dílo Williama Shakespeara do češtiny. Zde je přehled knižních vydání a divadelních nastudování.

## Knižní vydání

### Dvojjazyčná edice nakladatelství Torst, posléze Atlantis
- Sen noci svatojánské / A Midsummer Night’s Dream, Torst, 1996 ISBN 80-7215-002-2
  - Atlantis, 2010 ISBN 978-80-7108-318-4
- Sonety / The Sonnets, Torst, 1997 ISBN 80-7215-041-3
  - Atlantis, 2012 ISBN 978-80-7108-336-8
- Kupec benátský / The Merchant of Venice, Torst, 1999 ISBN 80-7215-096-0
  - Atlantis, 2012 ISBN 978-80-7108-056-5
- Hamlet, dánský princ / Hamlet, the Prince of Denmark, Torst, 2002 ISBN 80-7215-153-3
  - Atlantis, 2011 ISBN 978-80-7108-321-4
- Othello, benátský mouřenín / Othello, the Moor of Venice, Atlantis, 2006 ISBN 80-7108-280-5
- Král Lear / King Lear, Atlantis, 2012 ISBN 978-80-7108-057-2
- Macbeth / Macbeth, Atlantis, 2015 ISBN 978-80-7108-354-2

### Edice Filmová řada, Academia
- Kupec benátský, Academia, 2007 ISBN 978-80-200-1541-9
- Hamlet, Academia, 2009 ISBN 978-80-200-1819-9
- Jindřich V., Academia, 2009 ISBN 978-80-200-1807-6

### Edice Knižního klubu
- Soubor 1: Jak se vám líbí, Večer tříkrálový, Marná lásky snaha, Sen noci svatojánské, Knižní klub, 1999

### Edice Národního divadla
- Zkrocení zlé ženy, Národní divadlo, 2011 ISBN 978-80-7258-363-8
- Troilus a Kressida, Národní divadlo, 2012 ISBN 978-80-7258-411-6

### Mimo edice, nakladatelství Vyšehrad
- Sonety, Vyšehrad
- O lásce, Vyšehrad, 2004 ISBN 80-7021-626-3 – kniha citátů

### Kompletní dílo v jednom svazku
- Dílo, Academia, 2011 ISBN 978-80-200-1903-5

### Další literatura
- Slovník citátů z Díla Williama Shakespeara, Academia, 2012 ISBN 978-80-200-2193-9
- Shakespeare a jeviště svět, Academia, 2010 ISBN 978-80-200-1857-1
  - 2. vydání: 2015 ISBN 978-80-200-2282-0

## Rozhlasové verze
- Sonety, interpreti Pavel Soukup a Scott Bellefeuille, Radioservis, 2011